# Gallium
Le gallium est l'élément chimique de numéro atomique 31, de symbole Ga. Il appartient au groupe 13 du tableau périodique ainsi qu'à la famille des métaux pauvres.
Le corps simple gallium est un métal. Son point de fusion bas (29,76 °C) lui permet de fondre dans la main. Des traces en sont trouvées dans la bauxite et les minerais de zinc.

## Découverte et étymologie

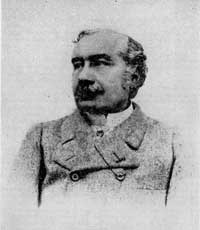
Paul-Émile Lecoq de Boisbaudran.

Prédit sous le nom d'éka-aluminium par Mendeleïev, découvert en 1875, son nom lui a été donné par son découvreur, le chimiste français Paul-Émile Lecoq de Boisbaudran. Une théorie prétend que le nom du gallium provient de celui de son découvreur (car « coq » en latin se dit gallus), mais Lecoq de Boisbaudran a au contraire affirmé avoir donné ce nom à l'élément « en l'honneur de la France ». Par la suite, le germanium et le scandium seront nommés par analogie en référence à la Germanie et à la Scandie par leurs découvreurs respectifs, l'Allemand Clemens Winkler et le Suédois Lars Fredrik Nilson.

## Caractéristiques notables

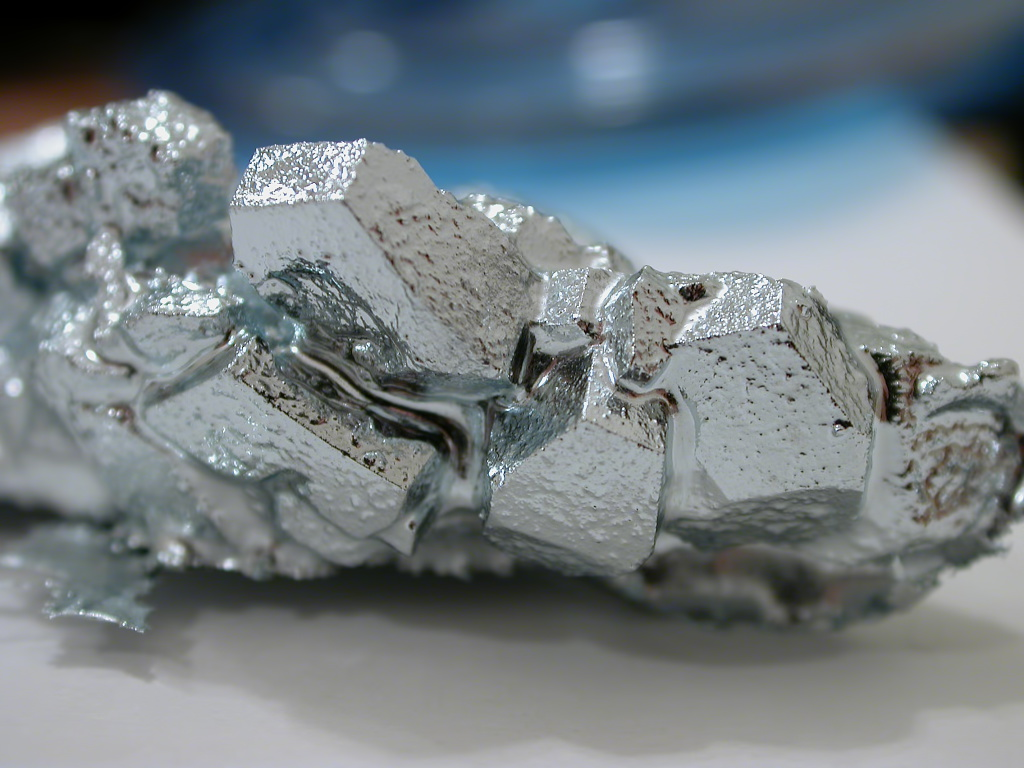
Cristaux de gallium.

Le gallium pur a un aspect argenté et il se brise sous forme solide de la même manière que le verre. Le volume du gallium augmente de 3,1 % lorsqu'il se solidifie et pour cette raison ne doit pas être stocké dans un récipient en verre ou en métal. Le gallium corrode la plupart des autres métaux en se diffusant dans le réseau métallique.
Du fait de son point de fusion de 29,76 °C, proche de la température ambiante, le gallium peut y être maintenu liquide grâce au phénomène de surfusion — il en va de même pour le césium et le rubidium, le mercure étant le seul métal liquide avec un point de fusion inférieur à 0 °C. Il peut pour cette raison être utilisé dans les thermomètres à haute température. Il est aussi connu pour avoir une faible pression de vapeur à haute température.

### Isotopes
Le gallium possède 31 isotopes connus, de nombre de masse variant de 56 à 86, ainsi que trois isomères nucléaires. Parmi ces isotopes, deux sont stables, 69Ga et 71Ga, et constituent l'ensemble du gallium naturel dans une proportion 60/40. La masse atomique standard du gallium est donc de 69,723(1) u.
Les radioisotopes 67Ga et 68Ga sont utilisés en imagerie médicale (scintigraphie au gallium et tomographie par émission de positons). Le gallium 68 a été testé comme médicament radiopharmaceutique et radiomarqueur, mais il se montre « extrêmement sensible, notamment au pH, à la température ou aux métaux contaminants ».

## Production

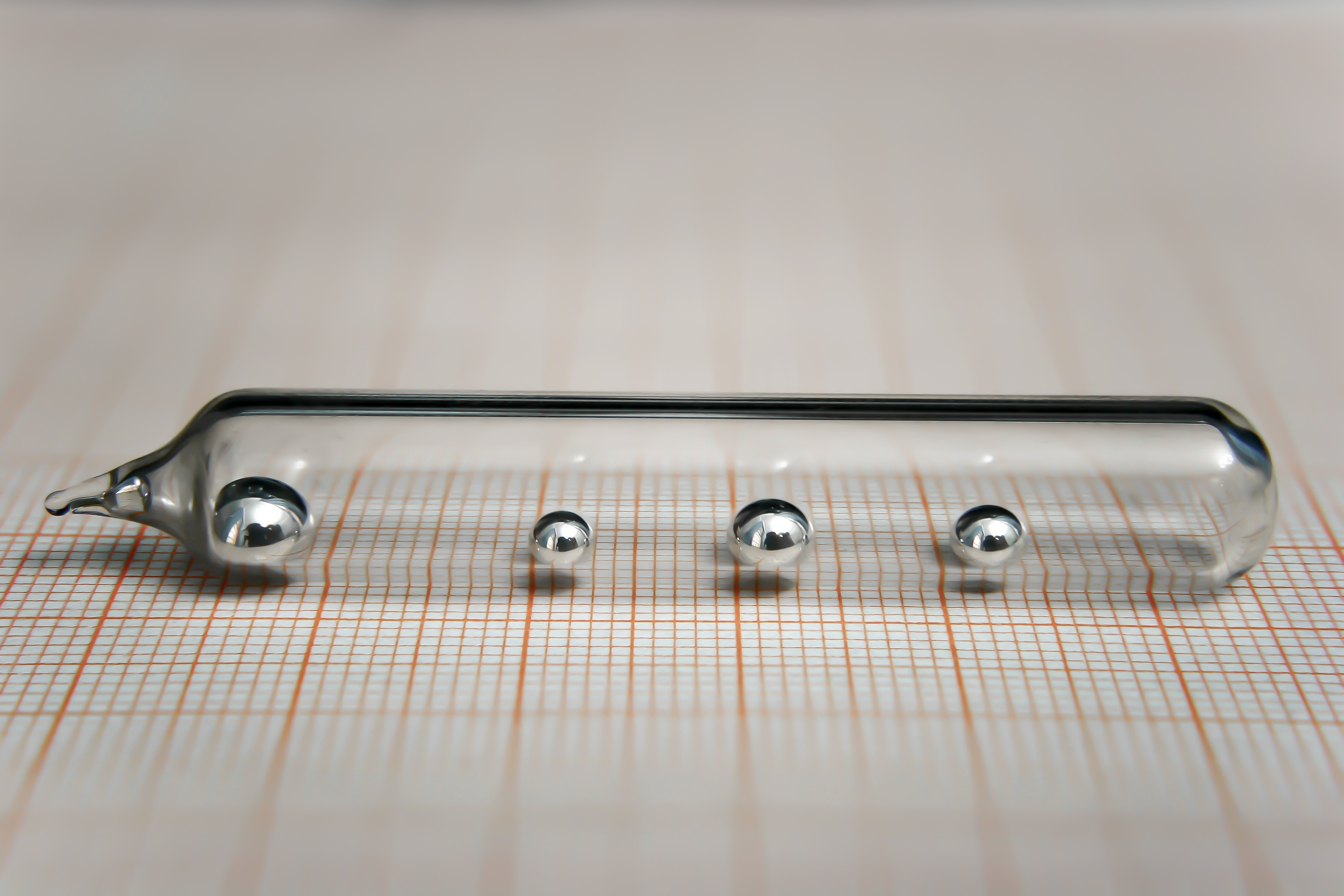
Gallium 6N enfermé dans une ampoule sous vide.

### Technique de production
Comme l'aluminium qui est juste au-dessus dans le tableau périodique des éléments, le gallium est présent dans la nature à l'état d'oxydation +3. Il se rencontre sous forme d'impuretés dans les minerais d'aluminium (bauxite). Lors de l'obtention de l'alumine par hydrométallurgie (procédé Bayer), les ions Ga3+, qui ont des propriétés similaires aux ions Al3+, sont extraits sous forme d'ions gallate GaO2− en même temps que les ions aluminate AlO2−. Cependant, les ions gallate ne précipitent pas sous forme d'hydroxyde de gallium(III) Ga(OH)3 lors de l'étape de précipitation de l'hydroxyde d'aluminium Al(OH)3 puisqu'ils sont en trop faible concentration. La solution basique surnageante de l'étape de précipitation étant réutilisée pour une nouvelle extraction d'ions aluminium, le gallium subit un phénomène de concentration. Quand les ions gallate sont suffisamment concentrés, la solution est orientée dans une cellule d'électrolyse.
Grâce à son potentiel rédox (E° = -0,56V), bien plus élevé que celui de l'aluminium, le gallium peut être sélectivement réduit sous forme d'amalgame de gallium (Ga[Hg]) par électrolyse dans des cellules à cathode de mercure. La décomposition de cet amalgame en milieu basique redonne du gallate de sodium, mais cette fois sans aluminium. Une seconde électrolyse donne du gallium métallique avec un bon niveau de pureté. Les données industrielles étant confidentielles, peu d'informations détaillées sont accessibles, mais une obtention par électrolyse donne dans le cas du cuivre une pureté de 99,99 %. L'ultrapurification du gallium (99,9999 %), que requiert l'industrie des semi-conducteurs, est conduite par le procédé de croissance monocristalline (méthode de la zone fondue) et est commercialement, dans les décennies 2000/2010, largement disponible.
Le gallium est principalement utilisé pour produire de l'arséniure de gallium (GaAs) et du nitrure de gallium (GaN).

### Statistiques de production et réserves
La production annuelle en 2008 était de 111 tonnes. La Chine produisait 83 % de l'approvisionnement mondial en 2006, et 98 % du gallium raffiné en 2024.
Les réserves sont difficilement évaluables. Elles sont cependant estimées à 1 Mt, soit 9 000 ans de production annuelle.

## Utilisations
La principale utilisation du gallium est la fabrication de divers matériaux semi-conducteurs. On peut notamment citer parmi les semi-conducteurs binaires III-V l'arséniure de gallium (GaAs), l'antimoniure de gallium (GaSb), le phosphure de gallium (GaP) et le nitrure de gallium (GaN), et parmi les principaux semi-conducteurs ternaires, l'arséniure d'aluminium-gallium (AlGaAs) et le nitrure d'aluminium-gallium (AlGaN). Parmi ces matériaux, le plus courant est l'arséniure de gallium, second matériau semi-conducteur le plus utilisé derrière le silicium ; il possède par rapport à ce dernier des propriétés électroniques et opto-électroniques intéressantes, notamment une conductivité des électrons plus importante, ainsi qu'un gap direct permettant, contrairement au silicium, de l'utiliser dans des applications optoélectroniques, aussi bien dans des dispositifs d'émission (LED) que de détection (photodétecteur). Il constitue le substrat privilégié des composants actifs hyperfréquences. Le gallium est utilisé pour les dépôts en couche mince en épitaxie en phase gazeuse (MOCVD) pour le dépôt de couches de GaAs ou de GaN épitaxiées, sous deux formes :
- sous forme de triméthylgallium (dit TMGa, de formule (CH3)3Ga dont le numéro CAS est 1445-79-0) ou
- sous forme de triéthylgallium (dit TEGa, de formule (C2H5)3Ga, dont le numéro CAS est 1115-99-7).

L'alliage du gallium avec l'indium et l'étain appelé galinstan est souvent utilisé dans les thermomètres depuis l’interdiction du mercure.
Un radioisotope du gallium, 67Ga est utilisé en imagerie médicale (scintigraphie au gallium 67), dans la détection de sites d'inflammation, de sites d'infection — ostéomyélite, abcès et autres infections localisées, infections tuberculeuses et à mycobactéries, pneumonie à P. Carinei, etc. — ainsi que dans la recherche de certaines néoplasies, notamment les lymphomes et les carcinomes hépatocellulaires. Un autre radioisotope, 68Ga, est lui utilisé, pour l'instant de façon marginale, comme émetteur de positron en tomographie par émission de positrons (PET scan).
Le gallium est aussi généralement la source d'ions utilisée dans la sonde ionique focalisée.
Le gallium peut être aussi utilisé comme détecteur de neutrinos, par exemple dans l'expérience GALLEX.

## Toxicologie et santé environnementale
En dépit du potentiel de risques d'exposition à l'arséniure de gallium (GaAs) dans l'industrie des semi-conducteurs, le gallium ne semble pas avoir fait l'objet d'études toxicologiques ou écotoxicologiques poussées. Le gallium était considéré comme faiblement toxique et réputé ne pas présenter de problème pour la santé aux doses habituellement présentes dans notre environnement ou alimentation. Il semble néanmoins corrosif pour la peau et les muqueuses.
Certains de ses composés présentent une toxicité encore mal comprise ; lié à l'un des composants (arsenic par exemple) ou intrinsèque.
- Le nitrate de gallium Ga(NO3)3 et de l'oxyde de gallium(III) Ga2O3 présentent une toxicité à l'ingestion (DL50 par voie orale d'environ 4,360 g/kg pour la forme nitrate, et 10 g/kg pour l'oxyde[20]). De légères nécroses pulmonaires sont observées chez les rats exposés[21].
- L'arséniure de gallium pourrait être reprotoxique. Il se montre en effet facteur de délétion de la spermatogenèse chez le rat[22]. Une nette toxicité testiculaire a été aussi observée chez le rat (exposé à des doses de 7,7 mg d'arséniure de gallium par kg (deux fois par semaine, pour un total de 16 inhalations)[22]. On constate dans ce cas une diminution du nombre de spermatozoïdes et une augmentation du taux de spermatozoïdes anormaux. Une anomalie dégénérative particulière de la tête du spermatozoïde augmente particulièrement (40 fois plus fréquente aux stades postspermiation, stades IX, X et XI) dans le groupe exposé à l'Arséniure de gallium. Cet effet de délétion de la spermatogenèse était plus important que celui observé chez les rats exposés à de l'oxyde d'arsenic[22]. Un produit chimique proche, également utilisé par l'industrie de l'électronique, l'Arséniure d'indium a également provoqué une diminution du nombre de spermatozoïdes dans l'épididyme, mais sa toxicité testiculaire semble nettement plus faible que celle de l'arséniure de gallium[22]. On pourrait penser que c'est le trioxyde d'arsenic (As2O3), produit probable de dégradation et dissolution de l'arséniure de gallium et de l'arséniure d'indium in vivo, qui en est responsable, mais il n'a pas montré de toxicité testiculaire[22].

## Cinétique corporelle du gallium
La cinétique corporelle du gallium ingéré ou inhalé, et sa métabolisation semble encore mal connues, mais selon les études disponibles :
- une exposition orale unique au GaAs (500, 1 000 ou 2 000 mg/kg) a des effets physiologiques[23], hématologiques notamment, observables un jour, 7 jours et 15 jours après l'administration. 
Le GaAs modifie l'activité de l'acide δ-déshydratase aminolévulinique (ALAD) dans le sang et le cœur (particulièrement observée au 7e jour) après une exposition à 2 g/kg, alors que l'acide δ-aminolévulinique urinaire (ALA) a une excrétion plus élevé (observée au 7e jour uniquement)[23]. 
Le GaAs n'avait pas dans cette expérience d'effet notable sur l'hémoglobine, la protoporphyrine du zinc ou l'hématocrite[23]. 
Le taux sanguin de Glutathion (GSH) a diminué, significativement réduit au 7e jour, mais inchangé au 1er ou 15e jour après exposition. La pression artérielle, le rythme cardiaque et la respiration ou la contraction en réponse restaient inchangés, sauf pour quelques modifications mineures observées au 7e jour après une exposition à une dose de 2 000 mg/kg de GaAs [23]. 
Le taux de gallium de sang n'était cependant pas détectable chez les animaux normaux et des rats exposés à 500 mg/kg GaAs[23]. 
Le taux sanguin d'arsenic avait lui, augmenté de manière détectable, même pour les faibles doses et de manière dose-dépendante. Tous les animaux exposés ont montré une tendance à la récupération après trois semaines, laissant penser que ces modifications physiologiques sont réversibles[23] (on sait cependant que l'arsenic est un cancérigène à long terme).
- Le poumon du rat stocke facilement, un certain temps, une grande partie du gallium inhalé. Une toxicité pulmonaire a été dans ce cas démontrée chez le rat de laboratoire exposé à l'oxyde de gallium par inhalation (d'une suspensions de particules d'oxyde de gallium équimolaire (Ga2O3), à 65 mg/kg), qui semble liée à une forte rétention pulmonaire (36 % en moyenne de la dose inhalée de gallium, 14 jours après l'exposition[24]).

## Écotoxicologie
La toxicité du gallium pour l'environnement est encore peu étudiée. On sait cependant qu'il présente une certaine toxicité pour les bactéries, plus ou moins élevée — au moins chez Pseudomonas fluorescens — selon la présence ou l'absence d'oligo-éléments tels que le fer et les phosphates. P. fluorescens dispose en revanche d'une certaine capacité d'excrétion du gallium.

## Dans la littérature
- Dans le roman Gallium[26] d'Olivier Marchand, le dopage et la transmutation du gallium sont au cœur de l'intrigue d'un monde brutalement dépourvu des techniques modernes.